# Besuki (Situbondo)
Besuki is een bestuurslaag in het regentschap Situbondo van de provincie Oost-Java, Indonesië. Besuki telt 14.955 inwoners (volkstelling 2010).